# Shu-bi-dua 12
Shu-bi-dua 12 er navnet på Shu-bi-duas tolvte album, som udkom i 1987. Albummet blev på ny genudgivet i remasteret version på CD og som download i 2010 under navnet "Deluxe udgave". Albummet er det eneste hvor Søren Jacobsen medvirker.

## Spor
| #   | Titel                                                                        | Længde |
| --- | ---------------------------------------------------------------------------- | ------ |
| 1.  | "Carmen"                                                                     | 4:16   |
| 2.  | "3 x 39"                                                                     | 3:32   |
| 3.  | "Mange tak"                                                                  | 3:20   |
| 4.  | "Folkeparty no. 179"                                                         | 3:40   |
| 5.  | "Mit liv som hund"                                                           | 2:52   |
| 6.  | "En sang for livet"                                                          | 4:03   |
| 7.  | "Kor, kærlighed og klokkeklang"                                              | 3:47   |
| 8.  | "En helt almindelig dag"                                                     | 3:40   |
| 9.  | "Homogen"                                                                    | 4:02   |
| 10. | "Valseværket"                                                                | 2:23   |
| 11. | "Medley (Står På En Alpetop, Folkevognen, Lulu Rocken Går, Nam Nam)" (bonus) | 7:53   |

Spor 11 er et bonusnummer, som kun findes på de remastered cd- og downloadudgaver fra 2010. Medley'et er tidligere udgivet på opsamlingen Shu-bi-læum.
Alle titler og sporlængder er taget fra 2010-downloadudgaverne.